# ماكسيم راس
ماكسيم راس (بالفرنسية: Maxime Ras)‏ (14 يوليو 1988 في فرنسا - ) هو لاعب كرة قدم فرنسي في مركز الوسط. لعب مع نادي راون الرياضي ونادي مولان ونادي ميلوز ونادي نيور وFC Villefranche Beaujolais ‏ ونادي ليزيربيي.

## روابط خارجية
- ماكسيم راس على موقع قاعدة بيانات كرة القدم.إي يو (الإنجليزية)
- ماكسيم راس على موقع Soccerway.com (الإنجليزية)